# Axe monumental (Brasilia)
L'Axe monumental (en portugais, Eixo monumental) est une artère qui constitue le principal axe de circulation de Brasilia, capitale du Brésil.

## Situation et accès

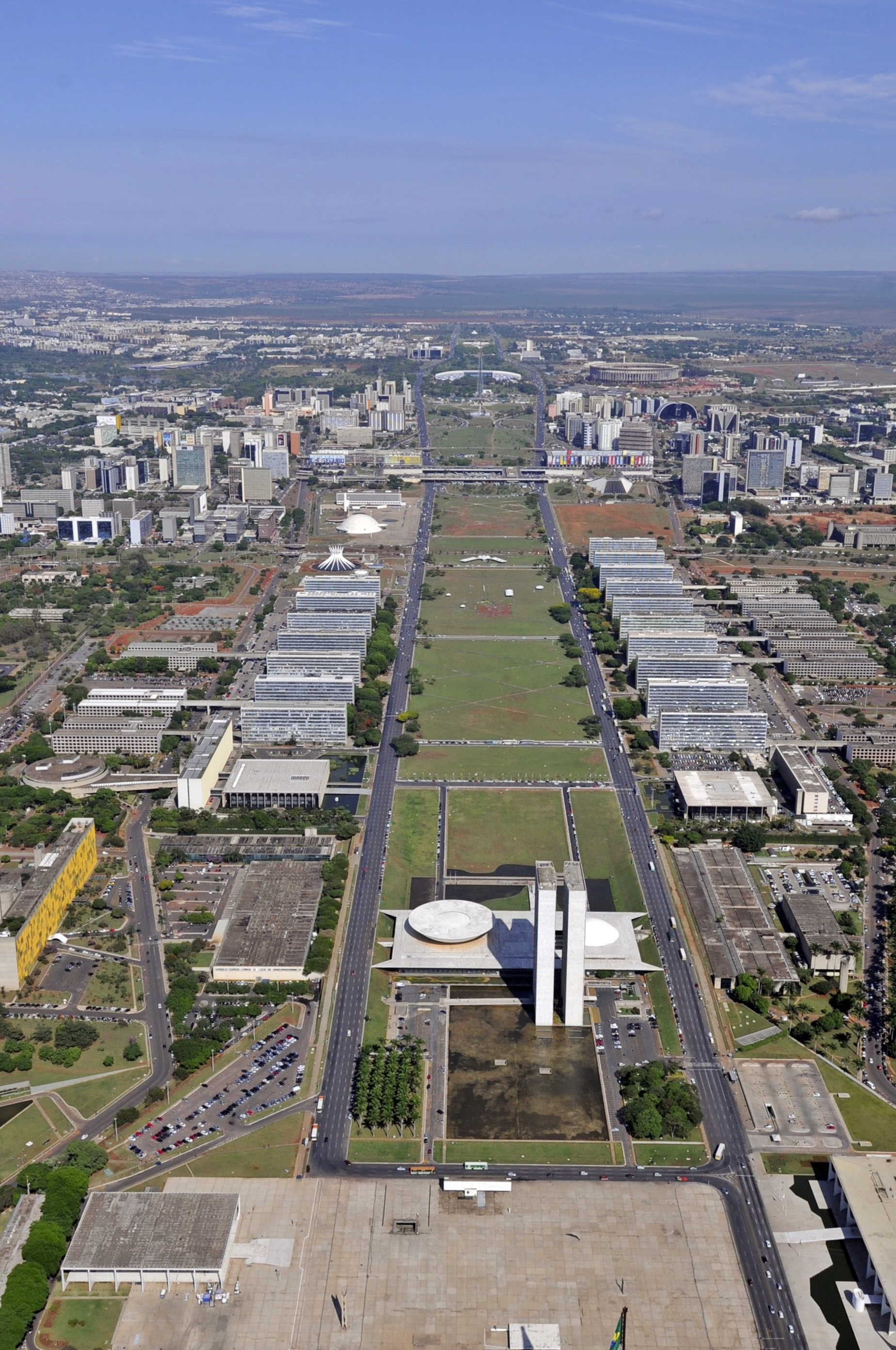
Vue aérienne de l'Esplanada dos Ministérios à Brasilia. Photo : Geraldo Magela/Agence Senado.

Cet axe rectiligne, orienté est-ouest, relie la gare ferroviaire à la place des Trois Pouvoirs et coupe la ville en deux parties symétriques. Il comprend deux avenues de circulation à six voies séparées par un large terre-plein central, de 250 m au point d'écartement maximal, presque entièrement végétalisé. Il est considéré par les Brésiliens comme la plus large avenue du monde.
Il est traversé perpendiculairement par l’Eixo Rodoviário, une artère orientée nord-sud, courbée en arc de cercle s'incurvant vers l'ouest, donnant la forme de base du plan pilote de la capitale. Vu du ciel, il représente une flèche.

## Origine du nom
La voie doit son nom au fait qu' elle est bordée par des bâtiments publics majeurs : ministères, palais gouvernementaux, musées, la cathédrale, etc.

## Historique
L'« Axe Monumental » constitue l'élément central du Plan pilote de Brasilia imaginé par Lúcio Costa, et présenté en 1957 à la commission du concours pour la création de la nouvelle capitale du Brésil (pt). Ce projet urbain, à la fois visionnaire et structurant, incarne la colonne vertébrale de Brasília, articulant les fonctions administratives, culturelles et symboliques de la ville.

## Bâtiments remarquables et lieux de mémoire
|  | La cathédrale de Brasilia                                             |
|  | Le complexe culturel de la République                                 |
|  | Le palais d'Itamaraty abritant le ministère des Relations extérieures |
|  | Le Palais du Congrès national                                         |
|  | Le jardin national du Brésil                                          |
|  | Le Tribunal suprême fédéral                                           |
|  | Le Mémorial national du Brésil                                        |
|  | Le mémorial JK                                                        |
|  | La tour de télévision de Brasilia                                     |
|  | La place des Trois Pouvoirs                                           |
|  | Le palais du Planalto                                                 |
|  | Le palais de justice de Brasilia (pt)                                 |
|  | Les ministères                                                        |